# 冈堀勉
冈堀勉（日语：／ Okabori Tsutomu，1957年7月10日—），日本男子自行车运动员。他曾代表日本参加1978年亚洲运动会自行车比赛，获得一枚金牌。他也曾参加1976年夏季奥林匹克运动会。